# Cole Younger

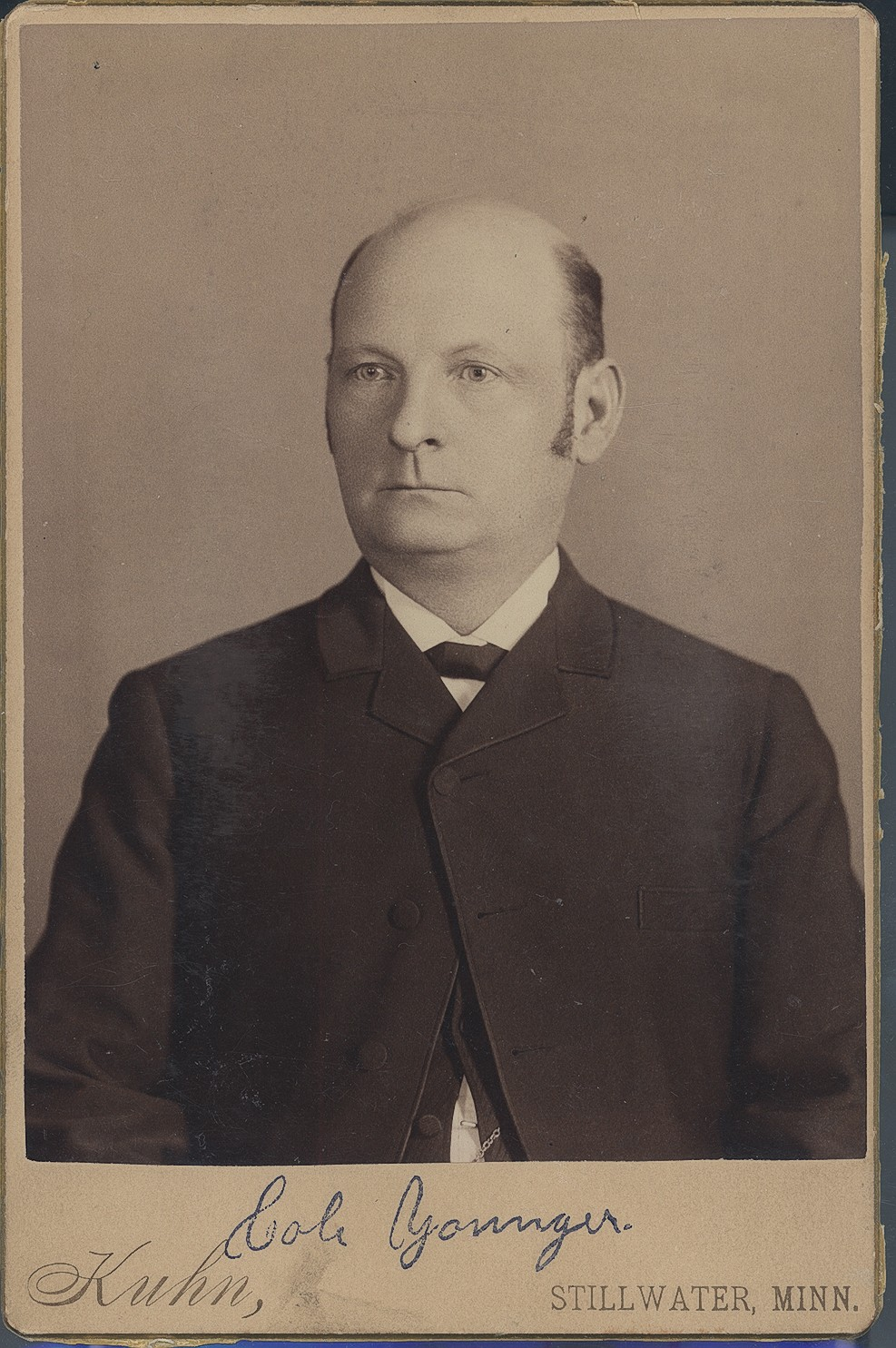
Cole Younger

Cole Younger (Thomas Coleman Younger; * 15. Januar 1844 in Lee’s Summit, Missouri; † 21. März 1916 ebenda) war ein Gesetzloser des Wilden Westens.

## Leben
Cole wuchs als eines von insgesamt vierzehn Kindern auf der Farm seiner Eltern Henry Washington Younger und Bersheba Leighton Fristoe in Lee’s Summit auf. Nach einem Überfall der Jayhawkers auf die elterliche Farm trat er den Quantrill’s Raiders, der Partisanentruppe von William Clark Quantrill, bei. Als deren Mitglied nahm er u. a. am berühmten Massaker von Lawrence teil. Im Jahre 1863 lernte er Belle Starr kennen, deren erstes Kind angeblich von ihm stammen soll.
Nach dem Ende des amerikanischen Sezessionskriegs gründete er zusammen mit seinen Brüdern Bob, Jim und John, den James-Brüdern Frank und Jesse sowie Clell Miller, Arthur McCoy, Charlie Pitts, John Jarrette (der Coles Schwester Josie heiratete), und Bill Chadwell (alias Bill Stiles) die James-Younger-Bande, die Missouri in der Folge jahrelang verunsicherte.
Am 7. September 1876 verübte die Bande einen Überfall auf die First National Bank in Northfield, Minnesota. Cole bezog vor der Bank Posten, während drei Mitglieder hineingingen. Als sich der Kassierer den Forderungen der Banditen widersetzte, wurde ihm die Kehle durchgeschnitten. Es fielen Schüsse, wodurch Cole draußen nervös wurde und einen Mann tötete. Daraufhin wurden die Bandenmitglieder von den aufgebrachten Bürgern der Stadt unter Beschuss genommen; sie konnten sich jedoch den Fluchtweg freischießen, wobei Bob Younger verletzt und von Cole mitgeschleppt wurde. Der Legende nach wollte Jesse James den verletzten Bob zurücklassen oder töten, wogegen sich Cole heftig wehrte, so dass die James-Brüder alleine das Weite suchten und schließlich entkamen, während die Younger-Brüder durch Bob gebremst nach einer zweiwöchigen Verfolgungsjagd allesamt verletzt aufgaben und verhaftet wurden.

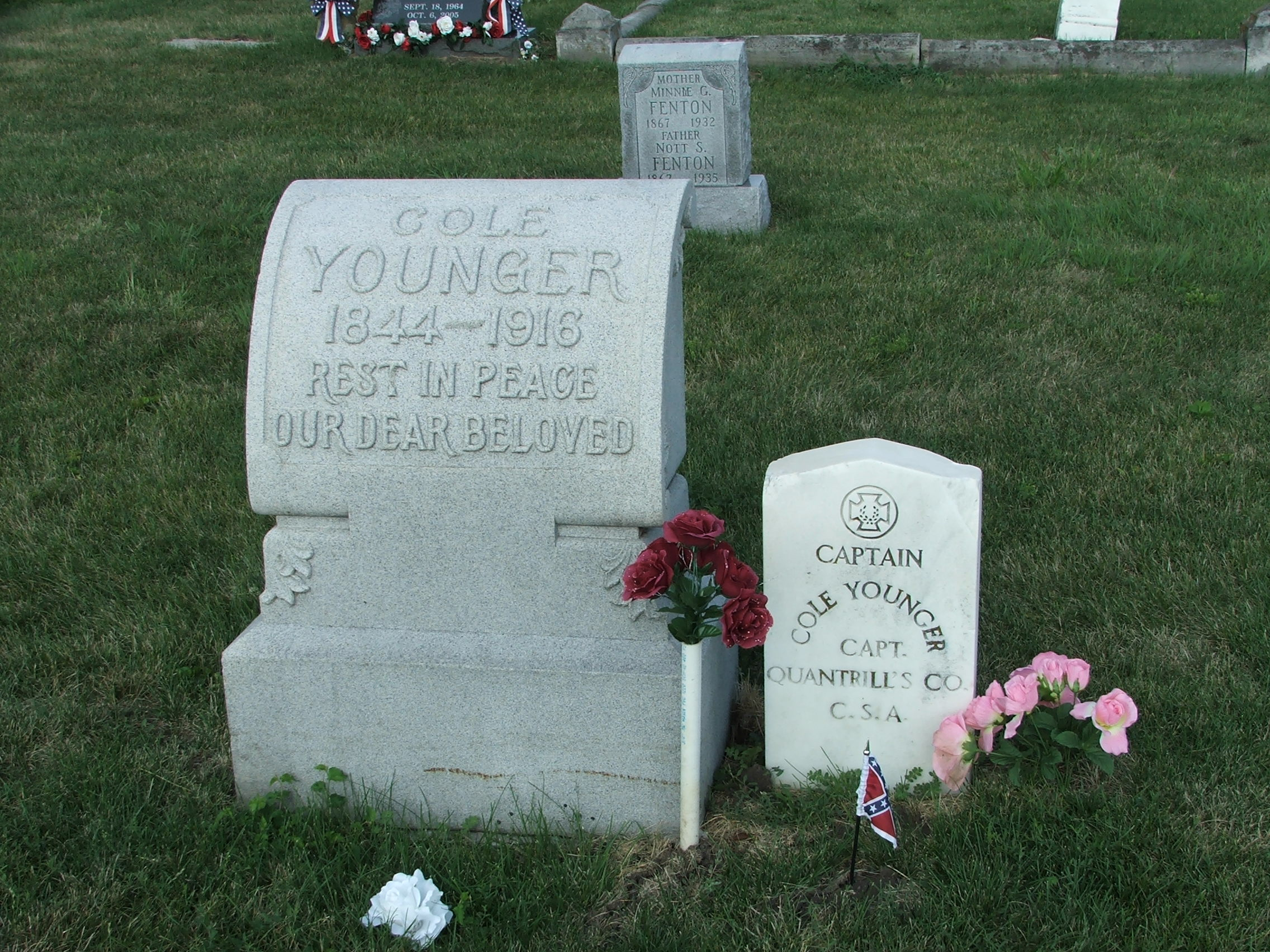
Grabstein von Cole Younger

Im Prozess bekannten sich die Younger-Brüder schuldig, um dem Galgen zu entgehen, und wurden zu lebenslangen Freiheitsstrafen verurteilt.
Cole wurde 1903 begnadigt, führte fortan ein ehrbares Leben und starb im Alter von 72 Jahren eines natürlichen Todes.
Younger war ein Vetter der Dalton-Brüder.

## Veröffentlichungen
- Cole Younger: The Story of Cole Younger, by Himself. The Henneberry Company, Chicago 1903 (The Story of Cole Younger im Project Gutenberg ).

## Verfilmung
- 1949 – I Shot Jesse James
- 1949 – Sie ritten mit Jesse James (The Younger Brothers)
- 1957 – The True Story of Jesse James
- 1972 – Der große Minnesota-Überfall (The Great Northfield Minnesota Raid)
- 1980 – Long Riders (David Carradine als Cole Younger)
- 1986 – The Last Days of Frank and Jesse James
- 1994 – The James Gang
- 2001 – American Outlaws